# Губернатор Ставропольского края
Губернатор Ставропольского края — высшее должностное лицо Ставропольского края. Губернатор формирует и возглавляет высший исполнительный орган государственной власти края — правительство Ставропольского края.
Срок полномочий — 5 лет.
Резиденция губернатора расположена в городе Ставрополе, в здании правительства Ставропольского края на площади Ленина, д. 1.

## История
С конца 1991 года основной механизм легитимации региональных органов государственной власти был связан с популярностью президента Российской Федерации Бориса Ельцина, получившего легитимность в ходе всенародного голосования.
В начале кардинальных преобразований у президента России были фактически неограниченные полномочия по формированию исполнительной власти в субъектах Российской Федерации. Был назначен и первый глава администрации Ставропольского края. Им стал председатель Ставропольского горсовета Евгений Кузнецов.
В июле 1995 года, после событий в Будённовске, когда отряд Шамиля Басаева захватил в заложники более 2000 жителей города, Евгения Кузнецова отстранили от должности по решению президента РФ Бориса Ельцина. Главой администрации Ставропольского края был назначен Пётр Марченко.
Впоследствии дважды — в 1996 и в 2000 годах — проходили выборы губернатора Ставропольского края. На выборах в ноябре 1996 года во втором туре действующий губернатор Пётр Марченко, поддержанный партиями НДР и ЛДПР, избран не был. Выборы выиграл депутат Госдумы от КПРФ Александр Черногоров.
На выборах в декабре 2000 года во втором туре Александр Черногоров был избран на второй срок.
В начале 2005 года в России опять вернулись к назначению глав регионов. Сохранившиеся выборы представительной власти края не вносили изменений в систему органов власти и их легитимацию.
Губернаторские полномочия Черногорова истекали в декабре 2005 года, однако уже в сентябре Черногоров подал президенту России заявление о досрочном сложении полномочий и поставил перед ним вопрос о доверии и о переназначении на новый срок. В ожидании решения президента ставропольское отделение партии «Единая Россия» 15 октября утвердило собственного кандидата на губернаторский пост. Но 24 октября президент внес на рассмотрение в краевую думу всё же кандидатуру Черногорова.
31 октября 2005 года Александр Черногоров был наделён полномочиями губернатора Ставропольского края на пятилетний срок.
2 мая 2012 года президент России Дмитрий Медведев подписал закон, вернувший в России прямые выборы глав регионов Однако закон вступал в силу только 1 июня 2012 года.
2 мая 2012 года Дмитрий Медведев принял отставку Валерия Гаевского с должности губернатора Ставропольского края. Увольнение Гаевского до вступления в силу закона о прямых выборах отложило прямые выборы главы ключевого северокавказского региона.
4 мая 2012 года Дмитрий Медведев через Думу Ставропольского края назначил губернатором Валерия Зеренкова.
27 сентября 2013 года Зеренков досрочно по собственному желанию покинул должность губернатора.
Временно исполняющим обязанности губернатора президент России Владимир Путин назначил Владимира Владимирова. Первые после 14-летнего перерыва прямые выборы губернатора состоялись в единый день голосования 14 сентября 2014 года.
8 сентября 2019 года Владимиров был вновь избран на должность губернатора Ставропольского края на пятилетний срок.
Ближайшие выборы губернатора Ставропольского края состояться 8 сентября 2024 года.

## Правовое положение

### Полномочия
Губернатор Ставропольского края осуществляет следующие полномочия:
- представляет Ставропольский край в отношениях с федеральными органами государственной власти, органами государственной власти субъектов Российской Федерации, органами местного самоуправления и при осуществлении внешнеэкономических связей, при этом вправе подписывать договоры и соглашения от имени Ставропольского края;
- обнародует законы, удостоверяя их обнародование путем подписания законов или издания специальных актов, либо отклоняет законы, принятые Думой Ставропольского края;
- формирует Правительство Ставропольского края в соответствии с Уставом Ставропольского края и законодательством Ставропольского края, принимает решение об отставке Правительства Ставропольского края, вносит на согласование в Думу Ставропольского края кандидатуры на должности первых заместителей председателя Правительства Ставропольского края;
- назначает на должность по согласованию с Думой Ставропольского края и освобождает от должности первых заместителей председателя Правительства Ставропольского края;
- возглавляет Правительство Ставропольского края;

- вправе требовать созыва внеочередного заседания Думы Ставропольского края, а также созывать вновь избранную Думу Ставропольского края на первое заседание ранее срока, установленного для этого Уставом Ставропольского края;
- вправе участвовать в работе Думы Ставропольского края с правом совещательного голоса;
- обеспечивает координацию деятельности органов исполнительной власти Ставропольского края с иными органами государственной власти Ставропольского края и в соответствии с законодательством Российской Федерации может организовывать взаимодействие органов исполнительной власти Ставропольского края с федеральными органами исполнительной власти и их территориальными органами, органами местного самоуправления и общественными объединениями;
- определяет структуру органов исполнительной власти Ставропольского края;
- вносит законопроекты в Думу Ставропольского края;
- выступает до 1 июня на заседании Думы Ставропольского края с ежегодным отчетом о результатах деятельности Правительства Ставропольского края, в том числе по вопросам, поставленным Думой Ставропольского края, и ежегодным докладом об основных направлениях социально-экономического развития Ставропольского края на текущий год либо поручает выступить с указанным докладом одному из первых заместителей председателя Правительства Ставропольского края;
- осуществляет иные полномочия в соответствии с федеральными законами, Уставом Ставропольского края, иными законами Ставропольского края.

Губернатор Ставропольского края при осуществлении своих полномочий обязан соблюдать Конституцию Российской Федерации, федеральные законы, Устав Ставропольского края, законы Ставропольского края, а также исполнять указы президента Российской Федерации и постановления правительства Российской Федерации.

### Наделение полномочиями и срок полномочий
Губернатор Ставропольского края избирается гражданами Российской Федерации, проживающими на территории Ставропольского края и обладающими в соответствии с федеральным законодательством активным избирательным правом, на основе всеобщего равного и прямого избирательного права при тайном голосовании сроком на пять лет.
Срок полномочий губернатора Ставропольского края исчисляется со дня его вступления в должность.
Губернатором Ставропольского края может быть избран гражданин Российской Федерации, обладающий в соответствии с Конституцией Российской Федерации, федеральным законодательством пассивным избирательным правом, не имеющий гражданства иностранного государства либо вида на жительство или иного документа, подтверждающего право на постоянное проживание гражданина Российской Федерации на территории иностранного государства, и достигший возраста 30 лет.

### Инаугурация
Инаугурация губернатора Ставропольского края проходит во Дворце культуры и спорта города Ставрополя.

### Досрочное прекращение полномочий
Полномочия губернатора Ставропольского края прекращаются досрочно в случаях:
- отставки по собственному желанию;
- отрешения его от должности Президентом Российской Федерации в связи с выражением ему недоверия Думой Ставропольского края;
- отрешения его от должности Президентом Российской Федерации в связи с утратой доверия Президента Российской Федерации, за ненадлежащее исполнение своих обязанностей, а также в иных случаях, предусмотренных федеральным законодательством;
- его отзыва избирателями, зарегистрированными на территории Ставропольского края, на основании и в порядке, установленных федеральным законодательством и законом Ставропольского края, регулирующим отзыв Губернатора Ставропольского края;[17]

- выезда на постоянное место жительства за пределы Российской Федерации;
- утраты им гражданства Российской Федерации, приобретения им гражданства иностранного государства либо получения им вида на жительство или иного документа, подтверждающего право на постоянное проживание гражданина Российской Федерации на территории иностранного государства;
- вступления в отношении его в законную силу обвинительного приговора суда;
- признания его судом недееспособным или ограниченно дееспособным;
- признания его судом безвестно отсутствующим или объявления его умершим;
- смерти.

Дума Ставропольского края вправе выразить недоверие Губернатору Ставропольского края в случаях:
- издания им актов, противоречащих Конституции Российской Федерации, федеральным законам, Уставу Ставропольского края, законам Ставропольского края, если такие противоречия установлены соответствующим судом, а Губернатор Ставропольского края не устранит указанные противоречия в течение месяца со дня вступления в силу судебного решения;
- установленного соответствующим судом иного грубого нарушения Конституции Российской Федерации, федеральных законов, указов Президента Российской Федерации, постановлений Правительства Российской Федерации, Устава Ставропольского края, законов Ставропольского края, если это повлекло за собой массовое нарушение прав и свобод граждан;
- ненадлежащего исполнения им своих обязанностей.

Решение Думы Ставропольского края о недоверии губернатору Ставропольского края принимается двумя третями голосов от установленного числа депутатов по инициативе не менее одной трети от установленного числа депутатов.
Решение Думы Ставропольского края о недоверии губернатору Ставропольского края направляется на рассмотрение президента Российской Федерации для решения вопроса об отрешении губернатора Ставропольского края от должности. Решение президента Российской Федерации об отрешении губернатора Ставропольского края от должности влечет за собой отставку возглавляемого им Правительства Ставропольского края.

### Исполнение обязанностей
В случаях, когда губернатор Ставропольского края временно (в связи с болезнью или отпуском) не может исполнять свои обязанности, полномочия губернатора Ставропольского края осуществляет по поручению губернатора Ставропольского края один из первых заместителей председателя Правительства Ставропольского края, за исключением случаев, предусмотренных федеральным законодательством.
Первый заместитель председателя Правительства Ставропольского края в период временного исполнения обязанностей губернатора Ставропольского края обладает всем объёмом полномочий губернатора Ставропольского края, за исключением:
- права роспуска Думы Ставропольского края;
- права вносить предложения об изменении Устава Ставропольского края;
- права отправлять в отставку Правительство Ставропольского края или отдельных членов Правительства Ставропольского края.

Согласно действующему законодательству президент Российской Федерации может назначать временно исполняющего обязанности губернатора Ставропольского края до вступления в должность избранного губернатора Ставропольского края.

## Список губернаторов
| № | Губернатор                       | Фотография | Срок полномочий                     | Кол-во сроков | Назначен на должность                                                                                       | Партийность                                |
| - | -------------------------------- | ---------- | ----------------------------------- | ------------- | --- | ------------------------------------------ |
| 1 | Евгений Кузнецов (1938—2005)     |            | 24 октября 1991 — 30 июня 1995 года | 1             | Президентом РСФСР                                                                                           | беспартийный                               |
| 2 | Пётр Марченко (род. 1948)        |            | 20 июля 1995 — 28 ноября 1996 года  | 1             | Президентом России                                                                                          | беспартийный                               |
| 3 | Александр Черногоров (род. 1959) |            | 28 ноября 1996 — 16 мая 2008 года   | 3             | Избран губернатором Ставропольского края на прямых выборах (1996, 2000); назначен Президентом России (2005) | КПРФ (1993—2006) Единая Россия (2006—2007) |
| 4 | Валерий Гаевский (род. 1958)     |            | 16 мая 2008 — 2 мая 2012 года       | 1             | Президентом России                                                                                          | Единая Россия                              |
| 5 | Валерий Зеренков (род. 1948)     |            | 2 мая 2012 — 27 сентября 2013 года  | 1             | Президентом России                                                                                          | Единая Россия                              |
| 6 | Владимир Владимиров (род. 1975)  |            | с 27 сентября 2014 — н. в.          | 2             | Избран губернатором Ставропольского края на прямых выборах                                                  | Единая Россия                              |